# Electrica Muntenia Nord
Electrica Muntenia Nord este o filială a Electrica S.A. a cărei obiect de activitate este distribuția și furnizarea de curent electric.
Electrica Muntenia Nord furnizează curent electric în 6 județe: Brăila, Buzău, Dâmbovița, Galați, Prahova și Vrancea și deservește 1,2 milioane de clienți. În anul 2006 compania a vândut o cantitate de 3,4 TWh energie electrică.
În anul 2007 societatea a fost divizată în "Electrica Furnizare Muntenia Nord" și "Electrica Distribuție Muntenia Nord".
Cifra de afaceri:
- 2005: 317 milioane Euro[3].
- 2004: 315 milioane Euro[3]

Profitul net:
- 2004: 3,5 milioane Euro[3]